# Niederländische Fußballnationalmannschaft (U-17-Juniorinnen)
Die niederländische U-17-Fußballnationalmannschaft der Frauen repräsentiert die Niederlande im internationalen Frauenfußball. Die Nationalmannschaft untersteht dem Koninklijke Nederlandse Voetbal Bond und wurde bis Sommer 2023 von Thomas Oostendorp gemeinsam mit der ehemaligen niederländischen Nationaltorhüterin Marleen Wissink trainiert. Der Spitzname der Mannschaft ist Jeugd vrouwen.
Die Mannschaft tritt bei der U-17-Europameisterschaft und (theoretisch) auch bei der U-17-Weltmeisterschaft für die Niederlande an. Bislang ist es dem Team jedoch nie gelungen, sich für eine WM-Endrunde zu qualifizieren. Den bisher größten Erfolg feierte die niederländische U-17-Auswahl mit dem Einzug ins Finale der Europameisterschaft 2019, wo sie der deutschen Mannschaft erst im Elfmeterschießen unterlag.

## Turnierbilanz

### Weltmeisterschaft
| Jahr   | Gastgeber           | Platzierung        |
| ------ | ------------------- | ------------------ |
| 2008   | Neuseeland          | nicht qualifiziert |
| 2010   | Trinidad und Tobago | nicht qualifiziert |
| 2012   | Aserbaidschan       | nicht qualifiziert |
| 2014   | Costa Rica          | nicht qualifiziert |
| 2016   | Jordanien           | nicht qualifiziert |
| 2018   | Uruguay             | nicht qualifiziert |
| 2021 1 | Indien 1            | – 1                |
| 2022   | Indien              | nicht qualifiziert |

### Europameisterschaft
| Jahr   | Gastgeber               | Platzierung        |
| ------ | ----------------------- | ------------------ |
| 2008   | Schweiz                 | nicht qualifiziert |
| 2009   | Schweiz                 | nicht qualifiziert |
| 2010   | Schweiz                 | 3. Platz           |
| 2011   | Schweiz                 | nicht qualifiziert |
| 2012   | Schweiz                 | nicht qualifiziert |
| 2013   | Schweiz                 | nicht qualifiziert |
| 2014   | England                 | nicht qualifiziert |
| 2015   | Island                  | nicht qualifiziert |
| 2016   | Belarus                 | nicht qualifiziert |
| 2017   | Tschechien              | Halbfinale         |
| 2018   | Litauen                 | Gruppenphase       |
| 2019   | Bulgarien               | Vize-Europameister |
| 2020 2 | Schweden 2              | – 2                |
| 2021 2 | Färöer 2                | – 2                |
| 2022   | Bosnien und Herzegowina | Halbfinale         |
| 2023   | Estland                 | nicht qualifiziert |